# Sanddüne am Apfelbach
Die Sanddüne am Apfelbach ist ein flächenhaftes Naturdenkmal in der Gemarkung von Gräfenhausen, Stadt Weiterstadt  im Landkreis Darmstadt-Dieburg in Südhessen. 

## Lage
Die Sanddüne am Apfelbach liegt im Naturraum Hegbach-Apfelbach-Grund, Westliche Untermainebene. Das Naturdenkmal befindet sich etwa 2,2 Kilometer nordnordwestlich von Gräfenhausen, nördlich des Apfelbaches und östlich der Landesstraße 3113. Im Westen des Gebietes verläuft eine Hochspannungsleitung.

## Schutzzweck
Das Naturdenkmal wurde mit Verordnung vom 7. August 1991, veröffentlicht im Darmstädter Echo am 10. August 1991, unter Naturschutz gestellt. Es umfasst eine Fläche von etwa 1,6 Hektar. Die Sanddüne soll aus wissenschaftlichen und naturgeschichtlichen Gründen sowie wegen ihrer Seltenheit und Eigenart geschützt werden.

## Beschreibung, Flora und Fauna
Die Sanddüne am Apfelbach ist am Ende der letzten Eiszeit vor etwa 10.000 Jahren vom Wind angeweht worden. Heute sind Flugsanddünen Reliktstandorte für seltene oder stark von Rückgang bedrohte Pflanzen- und Tierarten, die aus den Steppen Europas eingewandert waren. Die Apfelbachdüne ist eine bodensaure Düne mit weitgehend gehölzfreiem Bewuchs von Silbergrasfluren, halbruderalen Halbtrockenrasen und Rainfarnfluren. Der direkt angrenzende Apfelbach wurde im Bereich des Naturdenkmals renaturiert.
Für das sehr selten gewordene Sand-Zwerggras ist die Apfelbachdüne ein wichtiges Rückzugsgebiet. Das nur wenige Zentimeter kleine Gras blüht im März, zusammen mit dem ebenfalls winzigen Frühlings-Hungerblümchen. Weitere bemerkenswerte Pflanzenarten sind Badisches Rispengras, Silbergras, Haar-Pfriemengras, Berg-Sandglöckchen, Sand-Thymian, Gelbes Sonnenröschen, Scharfer Mauerpfeffer und Gewöhnliches Katzenpfötchen.
Die rohen Sandböden und Sandabbrüche im Bereich von Kaninchenbauten werden von Wildbienen, Grabwespen und anderen Gliederfüßern besiedelt. Dünen-Sandlaufkäfer, Gemeiner Staubkäfer und der gefährdete Zottige Rosenkäfer leben auf der Düne.

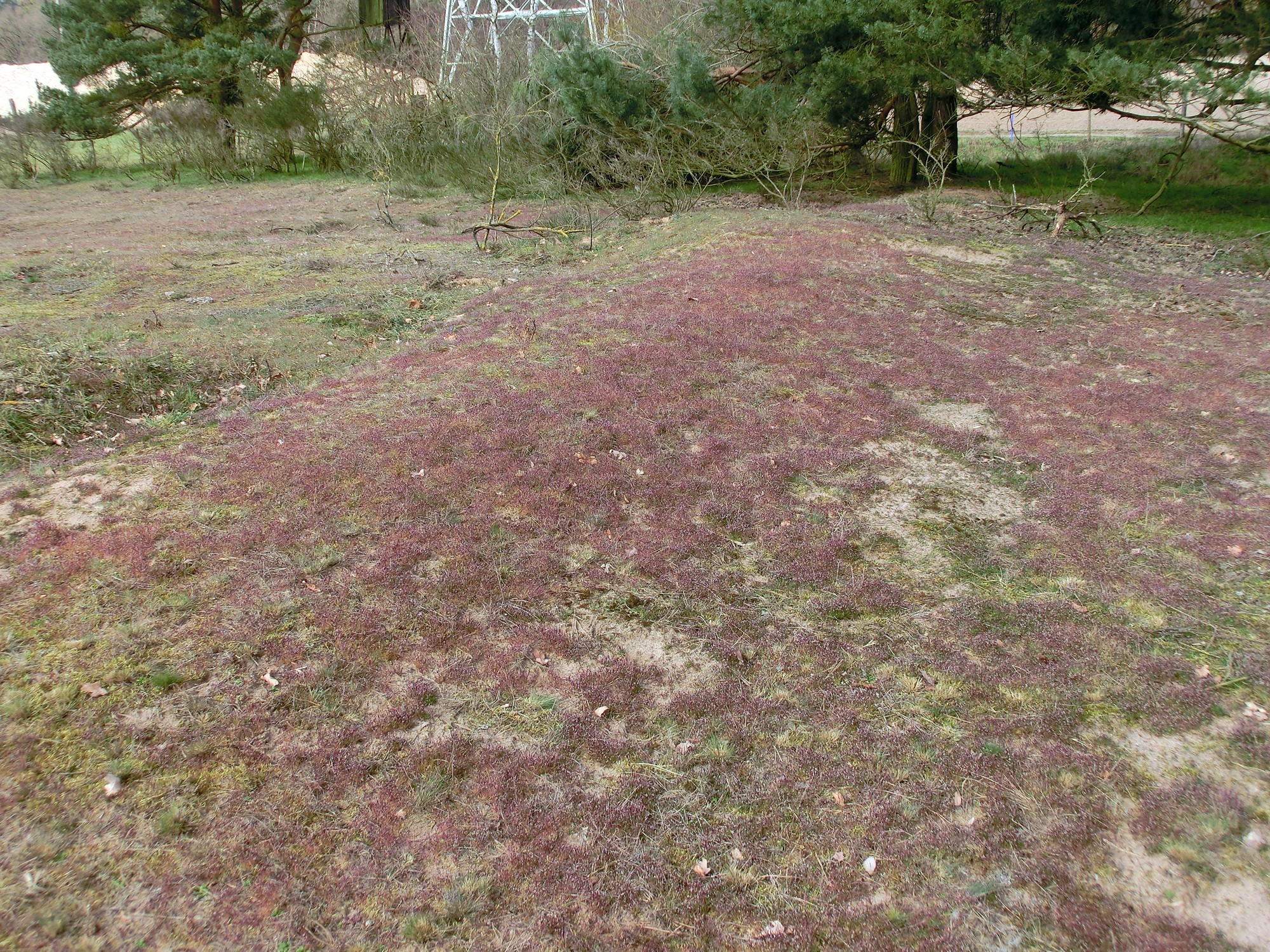
Sanddüne am Apfelbach mit Bestand von Sand-Zwerggras (rote Flächen, 2016)
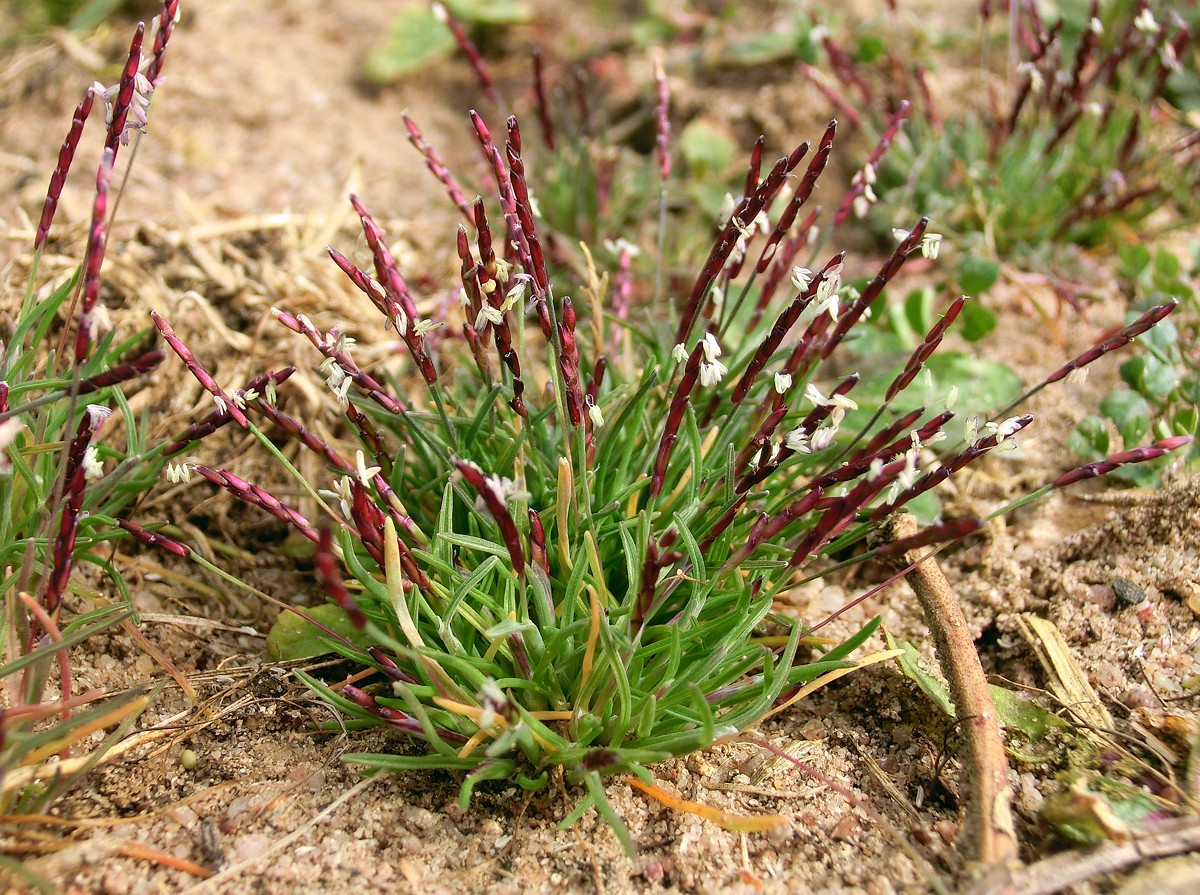
Sand-Zwerggras (2016)
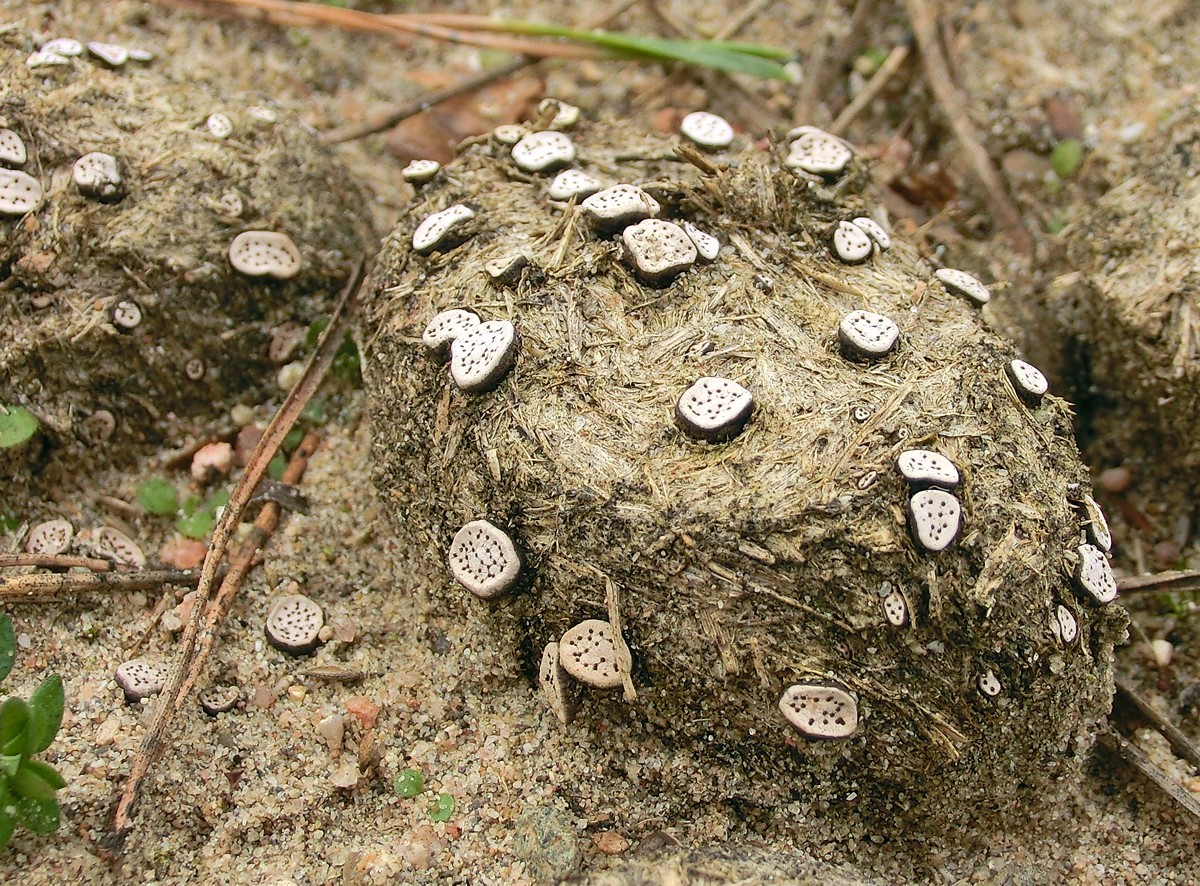
Der seltene Pilz Poronia erici wächst auf Eselsdung im Naturdenkmal (2016)
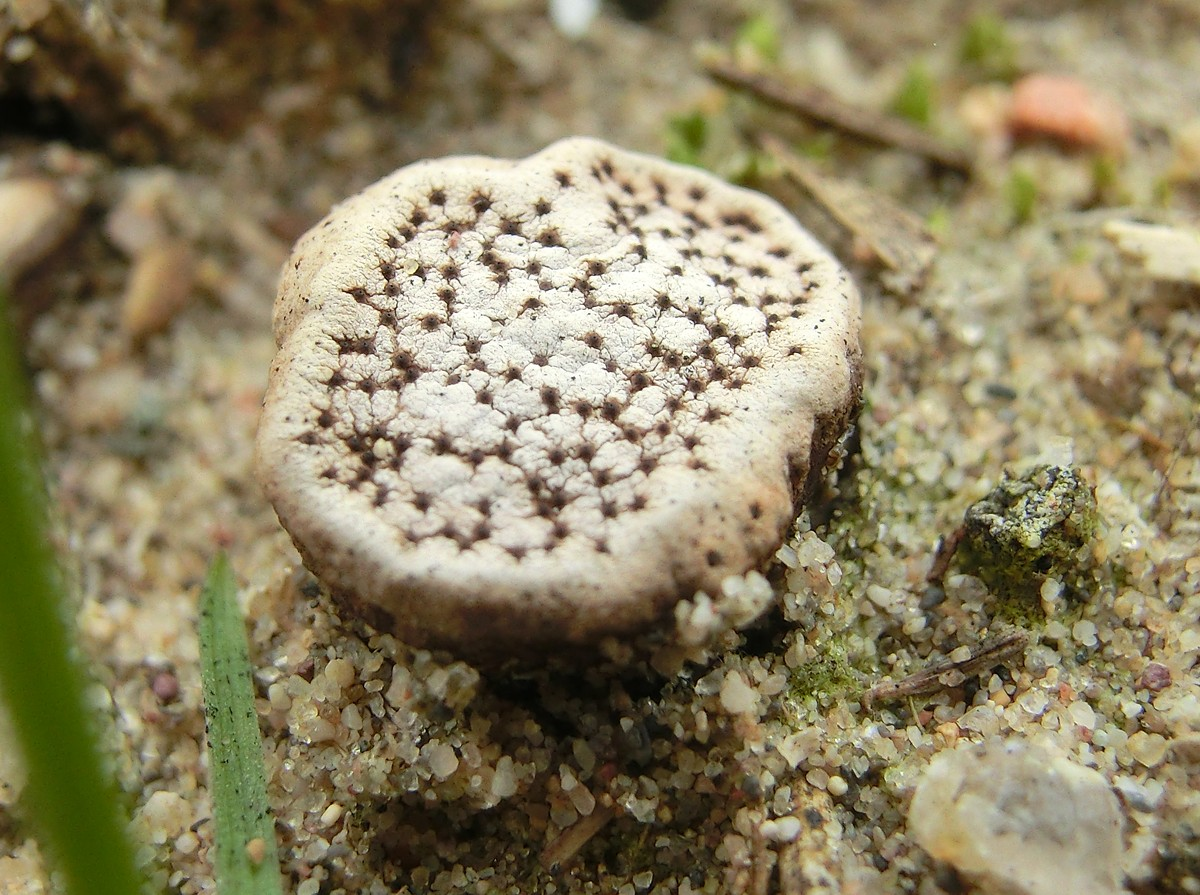
Poronia erici, Nahaufnahme (2016)

## Erweiterungsflächen und Pflegemaßnahmen
Auf alten topografischen Karten war die Binnendüne am Apfelbach noch wesentlich größer als das heutige Naturdenkmal. Östlich davon hat die Stadt Weiterstadt auf 1,2 Hektar einen Sandmagerrasen geschaffen. Im Rahmen des Projektes „Ried und Sand“ wurde das Sandbiotop durch Übersandung weiterer Flächen auf insgesamt etwa 5 Hektar erweitert. Dazu wurde Tiefensand von einer Großbaustelle im Weiterstädter Industriegebiet (LOOP5) und aus Darmstadt aufgeschüttet. Hier blühen viele Ruderalpflanzen, die von Schmetterlingen und Wildbienen besucht werden.
Die Flächen werden regelmäßig mit Schafen und Eseln beweidet, um Verbuschungen zu vermeiden und den Boden nährstoffarm zu halten.
An der Düne entlang führt eine BioTopTour des Landkreises Darmstadt-Dieburg.